# Le Corsaire (mini-série)
Pour les articles homonymes, voir Le Corsaire.
Le Corsaire (Il corsaro) est une mini-série italienne réalisée par Franco Giraldi adaptée du roman de Joseph Conrad Le Frère-de-la-Côte, en trois épisodes de 50 minutes chacun, coproduite en 1983[réf. nécessaire] par Antenne 2, Télécip et la RAI.

## Fiche technique
- Réalisation : Franco Giraldi
- Scénario : Nicola Badalucco
- Adaptation : Nicola Badalucco et Jean-Pierre Petrolacci
- Musique originale : Luis Bacalov

## Distribution
- Philippe Leroy : Peyrol
- Laura Morante : Arlette
- Gérard Sergues : Scevola
- Fabrizio Bentivoglio : lieutenant Réal
- Ingrid Thulin : Catherine
- Alain Cuny : Le prêtre
- Gunter Malzacher : Michel